# Chironomus platensis
Chironomus platensis är en tvåvingeart som först beskrevs av Lynch Arribalzaga 1893.  Chironomus platensis ingår i släktet Chironomus och familjen fjädermyggor. Inga underarter finns listade i Catalogue of Life.